# Station Ermelo
Station Ermelo (tot 1952: Ermelo-Veldwijk) is een spoorwegstation in het Gelderse Ermelo aan de spoorlijn Amersfoort - Zwolle (Centraalspoorweg). Het station werd geopend op 1 juni 1882. In 1897 werd het stationsgebouw vervangen door het huidige eilandstation.
Het station wordt bediend door de volgende treinserie:
| Serie | Treinsoort    | Route                                                                        | Bijzonderheden |
| ----- | ------------- | ---------------------------------------------------------------------------- | -------------- |
| 5600  | Sprinter (NS) | Utrecht Centraal – Utrecht Overvecht – Amersfoort Centraal – Ermelo – Zwolle |                |

Het station wordt ook bediend door twee buslijnen: buurtbus 501 (Garderen - Horst) en schoolbus 654 (Ermelo - Apeldoorn).

## Ontwikkeling aantal reizigers
Het aantal door NS vervoerde reizigers (per gemiddelde werkdag) ontwikkelde zich sedert 2019 als volgt:
| Jaar | Aantal reizigers |
| ---- | ---------------- |
| 2019 | 2.952            |
| 2020 | 1.407            |
| 2021 | 1.542            |
| 2022 | 2.024            |
| 2023 | 2.229            |
| 2024 | 2.225            |

## Afbeeldingen

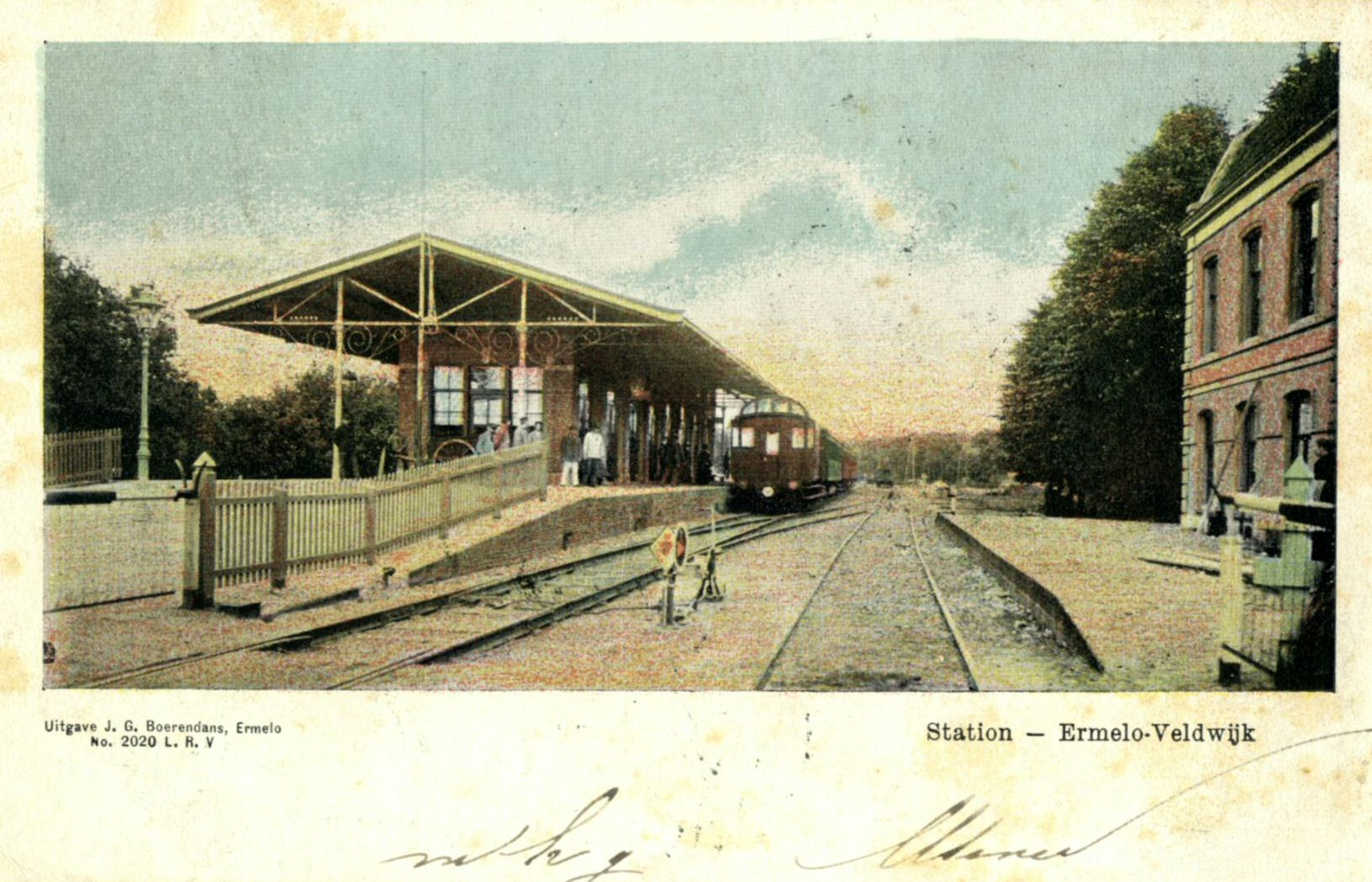
Het station aan het begin van de twintigste eeuw
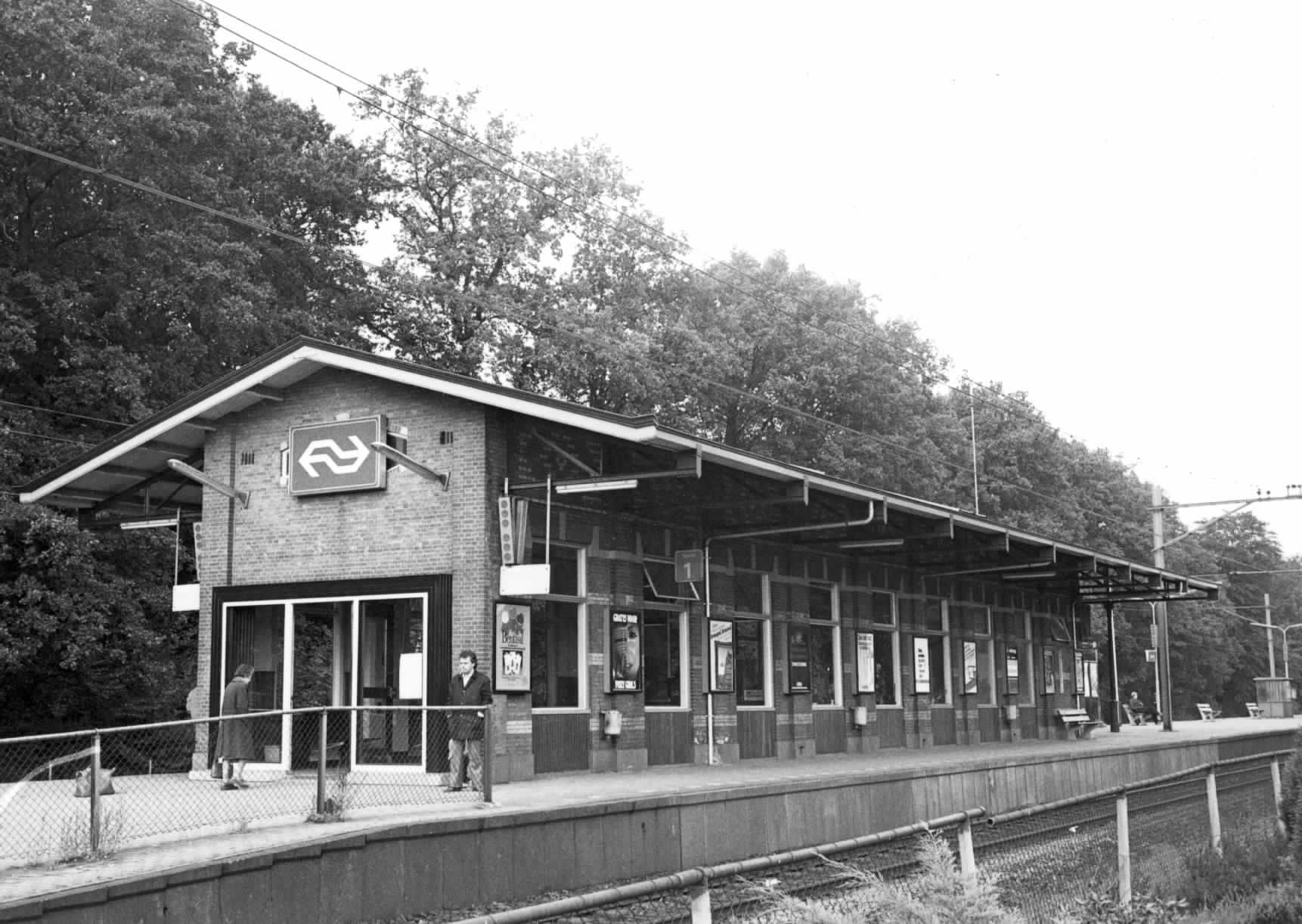
Station in 1981
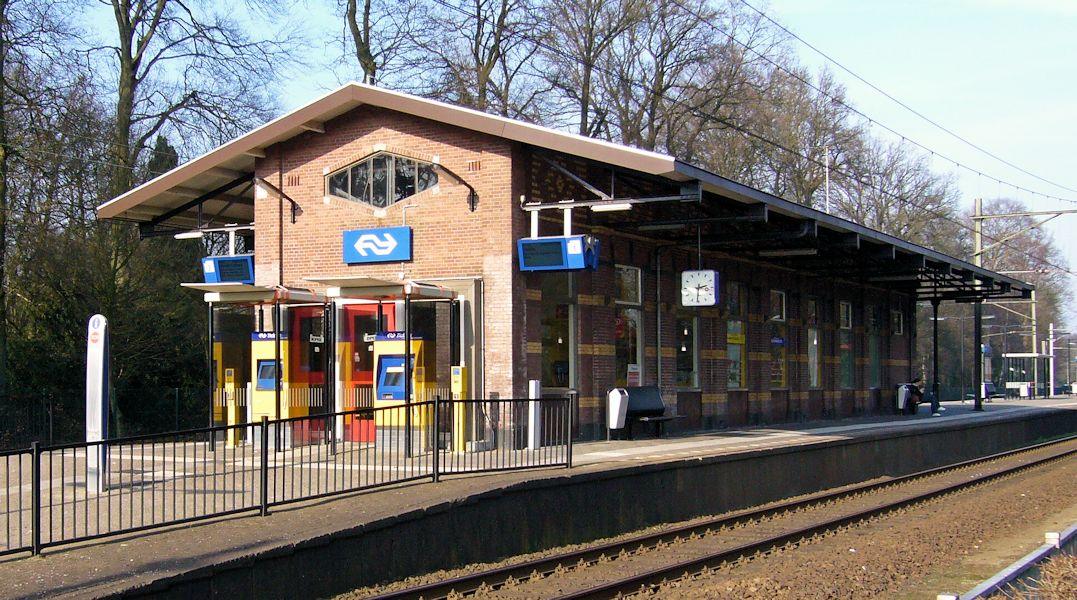
Station in 2008
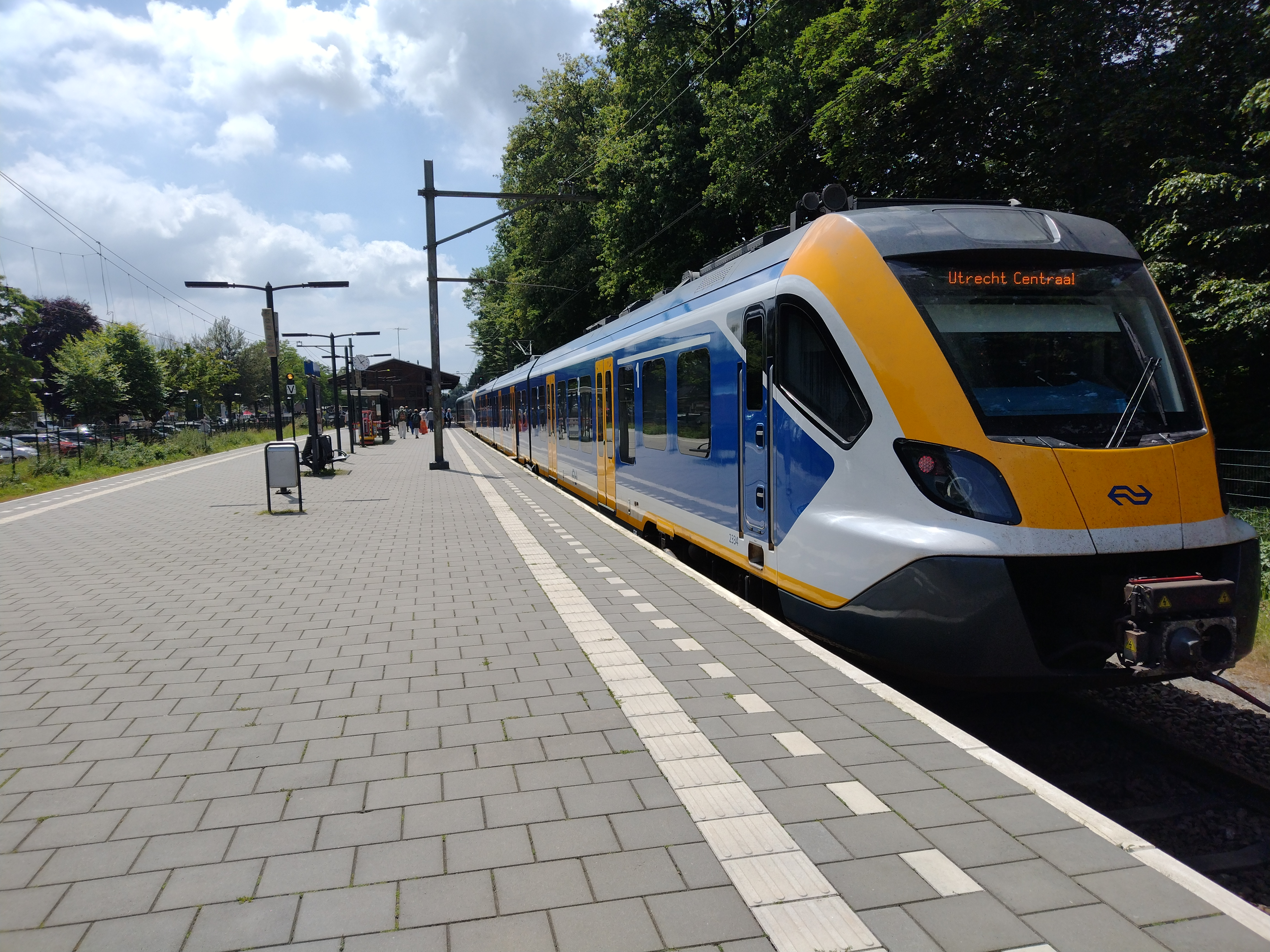
SNG op het station
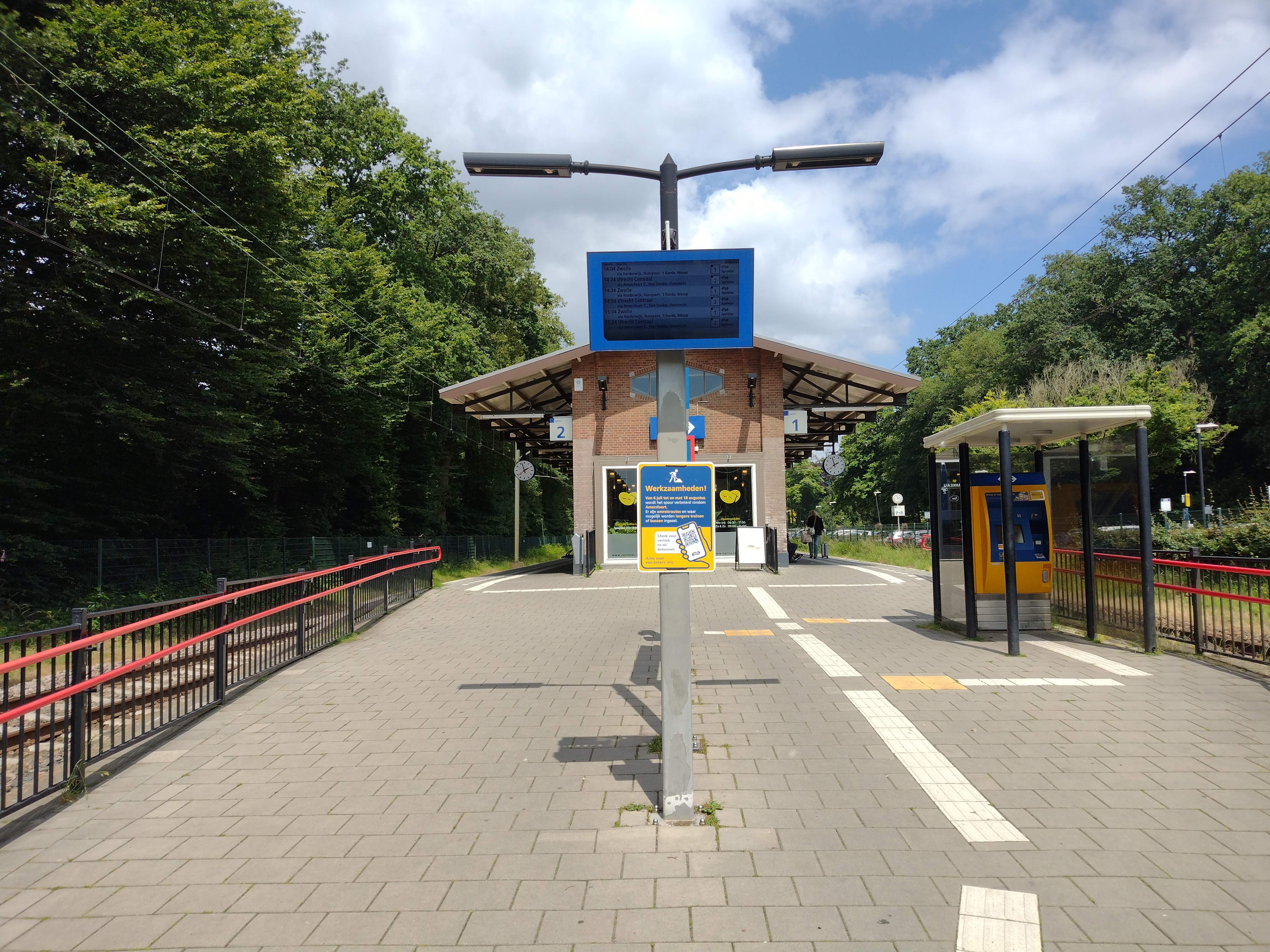
Station in 2024

## Trivia
In het stationsrestaurant van dit station is een deel van de videoclip van het nummer "Amsterdam" van Flemming opgenomen.
0: Utrecht Centraal ·
1: Utrecht Buurtstation ·
2:Amsterdamsche Straatweg ·
2: Vechtbrug ·
3: Utrecht Overvecht ·
5: Blauwkapel ·
7: Groenekan Oost ·
9: Bilthoven ·
12: Den Dolder ·
16: Soestduinen ·
19: De Vlasakkers ·
21: Amersfoort Centraal ·
22: Amersfoort NCS ·
23: Amersfoort Koppel ·
24: Bloemendaalsche Weg ·
25: Amersfoort Schothorst ·
26: Liendert ·
28: Hooglanderveen ·
28: Amersfoort Vathorst ·
29: Hoevelaken ·
30: Slichtenhorst ·
32: Nijkerk ·
34: Diermen ·
36: Hooge Steeg ·
38: Bijsteren ·
40: Putten ·
43: Volenbeek ·
45: Ermelo ·
47: Horst-Tonsel ·
49: Harderwijk ·
55: Hulshorst ·
58: Nieuw Groeneveld ·
64: Nunspeet ·
70: 't Harde ·
73: Oldebroek ·
79: Wezep ·
83: Hattemerbroek ·
88: Zwolle NCS ·
88: Zwolle ·
101: Kampen
Huidige stations:
Aalten ·
Apeldoorn · 
-De Maten · 
-Osseveld ·
Arnhem:
-Centraal · 
-Presikhaaf · 
-Velperpoort · 
-Zuid ·
Barneveld:
-Centrum · 
-Noord ·
-Zuid ·
Beesd ·
Brummen ·
Culemborg ·
Didam ·
Dieren ·
Doetinchem · 
-De Huet · 
Duiven ·
Ede:
-Centrum ·
-Wageningen ·
Elst ·
Ermelo ·
Gaanderen · 
Geldermalsen ·
't Harde ·
Harderwijk ·
Hemmen-Dodewaard ·
Kesteren ·
Klarenbeek ·
Lichtenvoorde-Groenlo ·
Lochem ·
Lunteren ·
Nijkerk ·
Nijmegen · 
-Dukenburg · 
-Goffert · 
-Heyendaal · 
-Lent ·
Nunspeet · 
Oosterbeek ·
Opheusden ·
Putten ·
Rheden ·
Ruurlo ·
Terborg ·
Tiel · 
-Passewaaij ·
Twello · 
Varsseveld · 
Veenendaal-De Klomp · 
Velp · 
Voorst-Empe · 
Vorden · 
Wehl ·
Westervoort · 
Wezep · 
Wijchen ·
Winterswijk · 
-West · 
Wolfheze · 
Zaltbommel · 
Zetten-Andelst · 
Zevenaar · 
Zutphen
Voormalige stations: lijst van voormalige spoorwegstations in Gelderland